# لاري ميتشيل (لاعب هوكي الجليد)
لاري ميتشيل (بالألمانية: Larry Mitchell)‏ هو لاعب هوكي الجليد ألماني، ولد في 2 يونيو 1967 في تسفايبروكن في ألمانيا.

## وصلات خارجية
- لاري ميتشيل على موقع EliteProspects.com (الإنجليزية)
- لاري ميتشيل على موقع HockeyDB.com (الإنجليزية)